# Thomasomys taczanowskii
Thomasomys taczanowskii és una espècie de mamífer rosegador de la família dels cricètids. Viu a altituds d'entre 1.150 i 3.350 msnm a les muntanyes de l'Equador i el nord del Perú. El seu hàbitat natural són els boscos montans. Algunes poblacions estan amenaçades per la desforestació, la fragmentació del seu medi i l'expansió de l'agricultura.
L'espècie fou anomenada en honor del zoòleg polonès Władysław Taczanowski.